# アル・シャミク級コルベット
アル・シャミク級コルベット（英語: Al-Shamikh Class Corvette）は、オマーン海軍のコルベットの艦級。計画名にちなんでハリーフ型と表記されることや、艦種をフリゲートに類別することもある。イギリスのポーツマスにあるBAEシステムズ・サーフェス・シップス社で3隻が建造された。
2023年時点で、3隻とも運用中である。

## 経緯
2007年1月15日、オマーンはイギリスのVTシップビルディング（当時）に対して、サポートパッケージ込みで3隻の哨戒艦の建造を発注した。1番艦は当初2011年に引き渡される予定だったが、技術的問題のために遅延し、オマーンへの到着は2013年6月8日までずれ込んだ。この間、VTシップビルディングは他社との合弁と株式売却による子会社化を経ることとなり、本級の建造と引き渡しはBAEシステムズの子会社として行うことになった。

## 設計
VT社の多用途哨戒艦ファミリーをベースにした設計だが、相応の対空・対艦能力を有している。メーカーでは本級が「水上と空中両方の脅威から防衛できる装備を備えた、柔軟で効率的なプラットフォームであり、低いランニングコストで高い能力を持つ」旨を説明している。
基準排水量は2,743t、全長は98.5ｍ、最大幅は14.6m、喫水は4.1mである。機関にはMTU 20V8000 M71ディーゼルエンジン2基を搭載し、2軸で推進する。合計出力は27,744hpで、速力は最大で25ノットである。航続距離は4,500海里で、連続行動日数は21日とされている。

## 装備
砲熕兵器には、主砲として艦首にオート・メラーラ社（現・レオナルド社）のスーパーラピット62口径76mm両用砲を1基と、後方のヘリコプター格納庫の左右にMSIディフェンス・システムズ社のDS30M 30mm機関砲（遠隔操作式）を各1基ずつ搭載している。艦対艦ミサイルはエグゾセMM40 ブロック3で、艦中央部のマストと煙突の間に連装発射筒2基を設置している。艦対空ミサイルは射程20kmのVL MICAで、76mm砲の直後に6セルの垂直発射機（VLS）を2基装備している。
戦闘情報システムとしてはタレス社のTACTICOSを採用し、リンクY Mk2戦術データ・リンクを装備している。射撃指揮装置はレーダー/電子光学式のタレス スティング Mk2で、艦橋上部に搭載している。レーダーはE/Fバンドのタレス SMART-S対空/対水上捜索レーダーと航海レーダーがあり、マスト上部に搭載している。ソナーは装備していないが、ヘリコプター甲板と格納庫があり、スーパーリンクスヘリコプター1機を搭載している。電子戦・対抗装備としては、マスト上のタレス Vigile400 ESM装置と、30mm機関砲の前方に配置されたラインメタル社のMASS-2L デコイ発射機がある。

## 事件・事故
2012年3月、英仏海峡で海上公試中のアル・シャミクで砲の暴発事故があり、BAEの職員3名が負傷した。

## 同型艦
| 番号 | 艦名                      | 建造所        | 起工           | 進水           | 就役            | 状況 |
| ---- | ------------------------- | ------------- | -------------- | -------------- | --------------- | ---- |
| Q40  | アル・シャミク Al-Shamikh | BAEシステムズ | 2007年 10月1日 | 2009年 7月22日 | 2013年 6月26日  | 現役 |
| Q41  | アル・ラーマニ Al-Rahmani | BAEシステムズ | 2008年 8月1日  | 2010年 7月23日 | 2013年 10月21日 | 現役 |
| Q42  | アル・ラサ Al-Rasikh      | BAEシステムズ | 2009年 2月1日  | 2011年 6月27日 | 2014年 5月28日  | 現役 |